# Šid
Pour les articles homonymes, voir Sid.
Šid (prononciation : /ʃîːd/ ; serbe cyrillique : Шид) est une ville et une municipalité de Serbie situées dans la province autonome de Voïvodine. Elles font partie du district de Syrmie (Srem). Au recensement de 2011, la ville comptait 14 893 habitants et la municipalité dont elle est le centre 34 188.

## Toponymie
En Serbe, la ville s'appelle Šid (Шид), en Hongrois Sid, en Allemand Schid, en Slovaque Šíd, and en Rusyn as Шид.

## Géographie
Šid est située dans la région de Syrmie, entre le Danube et les pentes de la Fruška gora au nord et la rivière de la Save au sud. La municipalité dont elle est le centre est la plus occidentale du district de Syrmie. L'altitude moyenne y est de 104 mètres.

## Histoire
Šid est mentionnée pour la première fois en 1702. La ville fut rattachée à la partie danubienne de la Frontière militaire, une zone tampon située entre les terres des Habsbourgs et l'Empire ottoman ; au milieu du XVIIIe siècle, elle fit partie du comitat de Syrmie, une subdivision du royaume de Slavonie. Au moment du Printemps des peuples, en 1848-1849, Šid fit partie de la voïvodine de Serbie et, entre 1849 et 1860, elle fit partie du Voïvodat de Serbie et du Banat de Tamiš ; après l'abolition du voïvodat en 1860, la ville réintégra le comitat de Syrmie. En 1868, le royaume de Slavonie fut réuni au royaume de Croatie pour former le royaume de Croatie-Slavonie, une entité rattachée au royaume de Hongrie au sein de l'empire d'Autriche-Hongrie. Šid fut alors un des centres administratifs du comitat de Syrmie. En 1910, les Serbes constituaient une majorité de la population de la ville, qui abritait par ailleurs des minorités importantes de Ruthènes, de Slovaques et de Croates.
En 1918, après la dislocation de l'Autriche-Hongrie, la ville fit partie du royaume des Serbes, Croates et Slovènes, d'abord au sein du comitat de Syrmie (1918-1922) puis au sein de l'oblast de Syrmie (1922-1929) ; en 1929, le royaume devint le royaume de Yougoslavie et, de 1929 à 1931, Šid fit partie de la banovine de la Drina ; entre 1931 et 1939, elle fut intégrée à la banovine du Danube puis, entre 1939 et 1941, à la banovine de Croatie. Pendant la Seconde Guerre mondiale, de 1941 à 1944, la ville fut occupée par les puissances de l'Axe et rattachée à l'État indépendant de Croatie d'Ante Pavelić. En 1944, Šid fut libérée par les Partisans communistes de Josip Broz Tito et, jusqu'en avril 1945, des combats du Front de Syrmie se déroulèrent à proximité de la ville. Un ensemble commémoratif de ces combats a été créé en 1988 sur le territoire du village d'Adaševci, sur la rive droite de la rivière Bosut ; il est considéré comme un site mémoriel d'importance exceptionnelle de la république de Serbie.

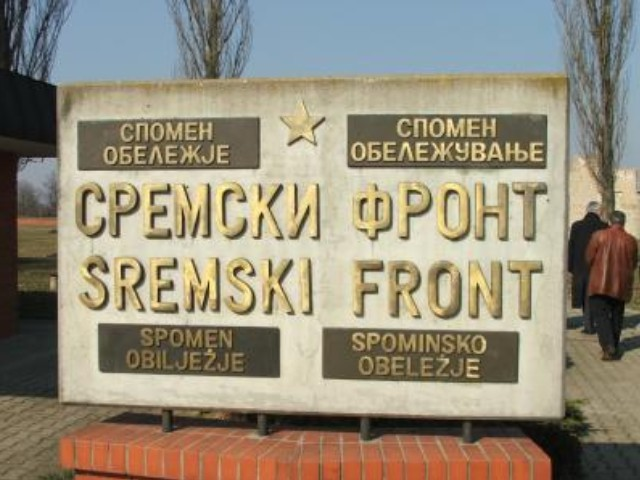
L'entrée de l'ensemble commémoratif du Front de Syrmie

Depuis la guerre, Šid fait partie de la Voïvodine, une province autonome au sein de la Serbie. Le 5 novembre 1991, le gouvernement serbe accusa l'armée croate d'avoir par deux fois bombardé la ville ; ce fut la première attaque directe de la Serbie au cours des guerres de Yougoslavie. La région de Šid ne fut totalement déminée qu'en 2009.

## Localités de la municipalité de Šid

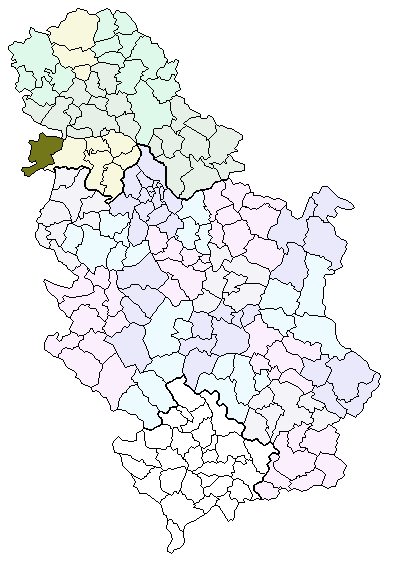
Localisation de la municipalité de Šid en Serbie
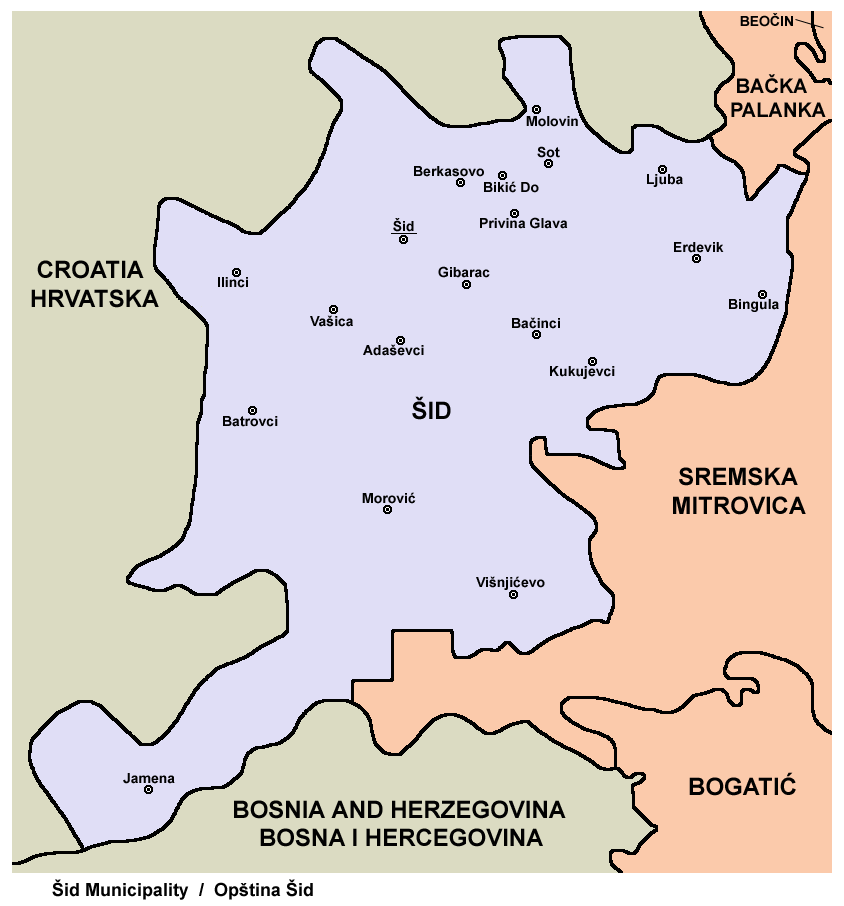
Localités de la municipalité de Šid

La municipalité de Šid compte 19 localités :
| - Adaševci - Batrovci - Bačinci - Berkasovo - Bikić Do - Bingula - Vašica - Višnjićevo - Gibarac - Erdevik | - Ilinci - Jamena - Kukujevci - Ljuba - Molovin - Morović - Privina Glava - Sot - Šid |

Šid est officiellement classée parmi les « localités urbaines » (en serbe : градско насеље et gradsko naselje) ; toutes les autres localités sont considérées comme des « villages » (село/selo).

## Démographie

### Villeintra muros

#### Évolution historique de la population dans la ville
| 1948  | 1953  | 1961  | 1971   | 1981   | 1991   | 2002   | 2011   |
| ----- | ----- | ----- | ------ | ------ | ------ | ------ | ------ |
| 6 710 | 7 268 | 9 058 | 11 823 | 13 450 | 14 275 | 16 311 | 14 893 |

|  |

#### Données de 2002
Pyramide des âges (2002)
En 2002, l'âge moyen de la population de la ville était de 36,5 ans pour les hommes et 39,6 ans pour les femmes.
Répartition de la population par nationalités dans la ville (2002)
En 2002, les Serbes représentaient environ 76,1 % de la population de la ville ; on y comptait notamment des minorités slovaques (5,5 %), croates (4,4 %) et ruthènes (4,1 %).

#### Données de 2011
Pyramide des âges (2011)
En 2011, l'âge moyen de la population de la ville était de 41,4 ans, 39,6 ans pour les hommes et 43,1 ans pour les femmes.
Répartition de la population par nationalités dans la ville (2011)
En 2011, les Serbes représentaient environ 78 % de la population, avec une proportion en légère augmentation ; la ville comptait toujours des minorités slovaques (5,3 %), croates (4,4 %) et ruthènes (3,6 %).

### Municipalité

#### Données de 2002
Pyramide des âges (2002)
Répartition de la population par nationalités dans la municipalité (2002)
En 2002, les Serbes représentaient environ 77,6 % de la population de la municipalité ; les Slovaques, les Croates et les Ruthènes constituaient les principales minorités de la région, avec respectivement 6,4, 5,3 et 3,3 % de la population. La plupart des localités possédaient une majorité de peuplement serbe ; en revanche, Ljuba est peuplée par une majorité de Slovaques. Bikić Do possède une majorité relative de Ruthènes et Sot une majorité relative de Serbes.

#### Données de 2011
Pyramide des âges (2011)
En 2011, l'âge moyen de la population dans la municipalité était de 42,6 ans, 40,7 ans pour les hommes et 44,3 ans pour les femmes.
Répartition de la population par nationalités (2011)
Selon le recensement de 2011, la structure de la municipalité « par nationalité » est restée relativement stable, avec 77,9 %  de Serbes, 6,2 % de Slovaques, 5,1 % de Croates et 3 % de Ruthènes. Par rapport à 2002, la population rom augmente légèrement (près de 0,6 % contre 0,2 %) ; la catégorie de recensement des Yougoslaves, qui se réfère à la République fédérative socialiste de Yougoslavie sans marque de nationalité, est en nette régression (0,4 % contre 1,9 %),.

## Religions (2002)
Sur le plan religieux, la municipalité de Šid est peuplée à 79 % par des Serbes orthodoxes ; elle dépend l'éparchie de Syrmie (en serbe cyrillique : Епархија сремска), dont le siège est à Sremski Karlovci.

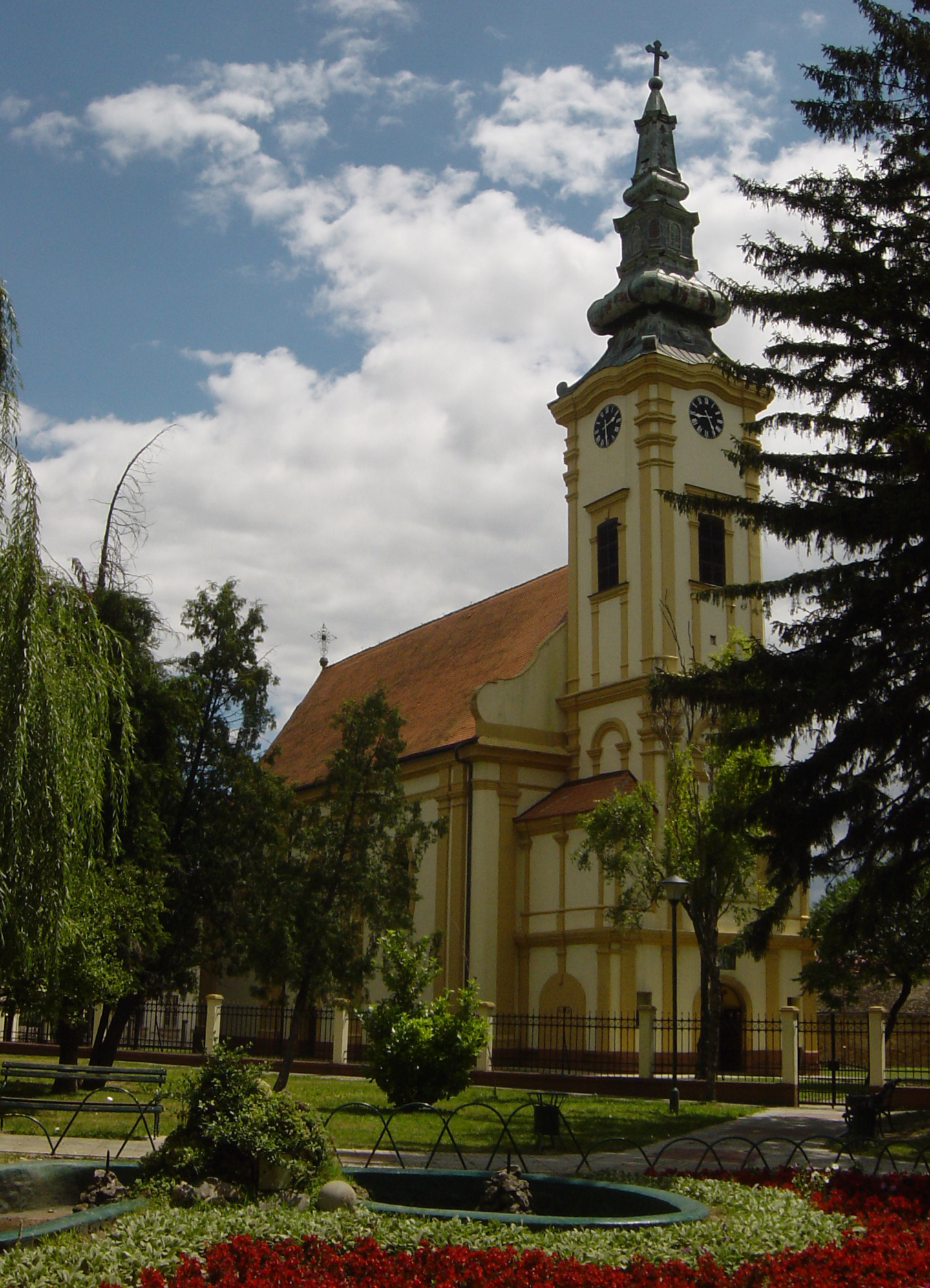
L'église Saint-Nicolas de Šid

En 2002, les Catholiques représentaient 7,8 % de la population ; ce culte catholique relève du diocèse de Syrmie, qui a son siège à Sremska Mitrovica. Les Protestants représentaient environ 5,7 % de la population.

## Politique

### Élections locales de 2008
À la suite des élections locales serbes de 2008, les 39 sièges de l'assemblée municipale de Šid se répartissaient de la manière suivante :
| Parti                                                                         | Sièges |
| ----------------------------------------------------------------------------- | ------ |
| Pour une Serbie européenne                                                    | 18     |
| Parti radical serbe                                                           | 13     |
| Parti démocratique de Serbie - Nouvelle Serbie                                | 5      |
| Parti socialiste de Serbie - Parti des retraités unis de Serbie - Serbie unie | 3      |

Nataša Cvjetković, membre du Parti démocratique du président Boris Tadić, qui conduisait la liste Pour une Serbie européenne, a été élue présidente (maire) de la municipalité. Živko Trbuk, quant à lui, qui figurait sur la même liste électorale, a été élu président de l'assemblée municipale.

### Élections locales de 2012
À la suite des élections locales serbes de 2012, les 39 sièges de l'assemblée municipale de Šid se répartissaient de la manière suivante :
| Parti                                                                                           | Sièges |
| ----------------------------------------------------------------------------------------------- | ------ |
| Parti démocratique (DS)                                                                         | 12     |
| Parti progressiste serbe (SNS)                                                                  | 9      |
| Parti démocratique de Serbie (DSS)                                                              | 7      |
| Parti socialiste de Serbie (SPS) - Parti des retraités unis de Serbie (PUPS) - Serbie unie (JS) | 5      |
| Parti radical serbe (SRS)                                                                       | 3      |
| Ligue des sociaux-démocrates de Voïvodine (LSV)                                                 | 3      |

Nikola Vasić, membre du Parti progressiste serbe (SNS) du président Tomislav Nikolić, a été élu président de la municipalité.

## Culture
Šid abrite une galerie de peintures créée en 1952 et principalement consacrée à Sava Šumanović (1896-1942), un artiste serbe qui a vécu dans la ville ; on y trouve également une section d'archéologie qui abrite notamment des découvertes réalisées sur le site de Gradina sur le Bosut. La ville possède aussi un musée d'art naïf, également connu sous le nom d'Ilijanum, créé en 1971 à l'initiative du peintre Ilija Bašičević-Bosilj qui lui a légué ses collections ainsi que 300 de ses œuvres. L'origine de la bibliothèque nationale Simeon Piščević de Šid remonte à une salle de lecture créée en 1849.

## Économie
La municipalité de Šid est une région fruitière et viticole. Le secteur agroalimentaire y est représenté par des entreprises travaillant dans la transformation des céréales et dans la fabrication d'huiles alimentaires ; Šid dispose également d'un certain nombre d'abattoirs. L'industrie textile est également présente dans le secteur.

## Tourisme

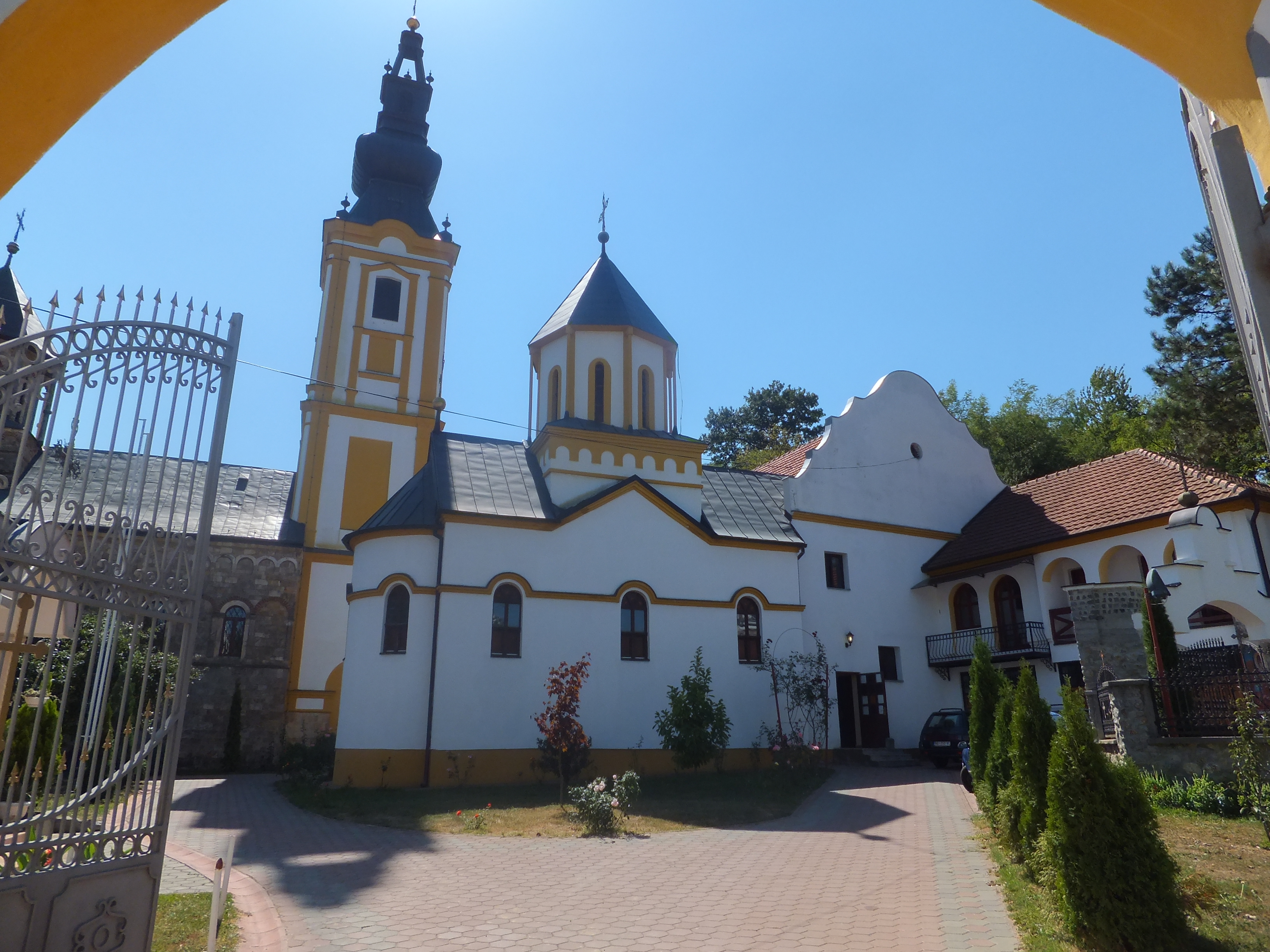
Le monastère de Privina Glava

La municipalité abrite plusieurs monuments culturels classés. Le plus célèbre d'entre eux est le monastère de Privina Glava, situé sur le territoire du village de Privina Glava ; il est l'un des 16 monastères orthodoxes du massif de la Fruška gora. Selon la tradition, il aurait été fondé au XIIIe siècle par un certain Priva ; en revanche, il est mentionné pour la première dans un defter (recensement) ottoman en 1566-1567. Il est aujourd'hui considéré comme un monument culturel d'importance exceptionnelle de la République de Serbie.

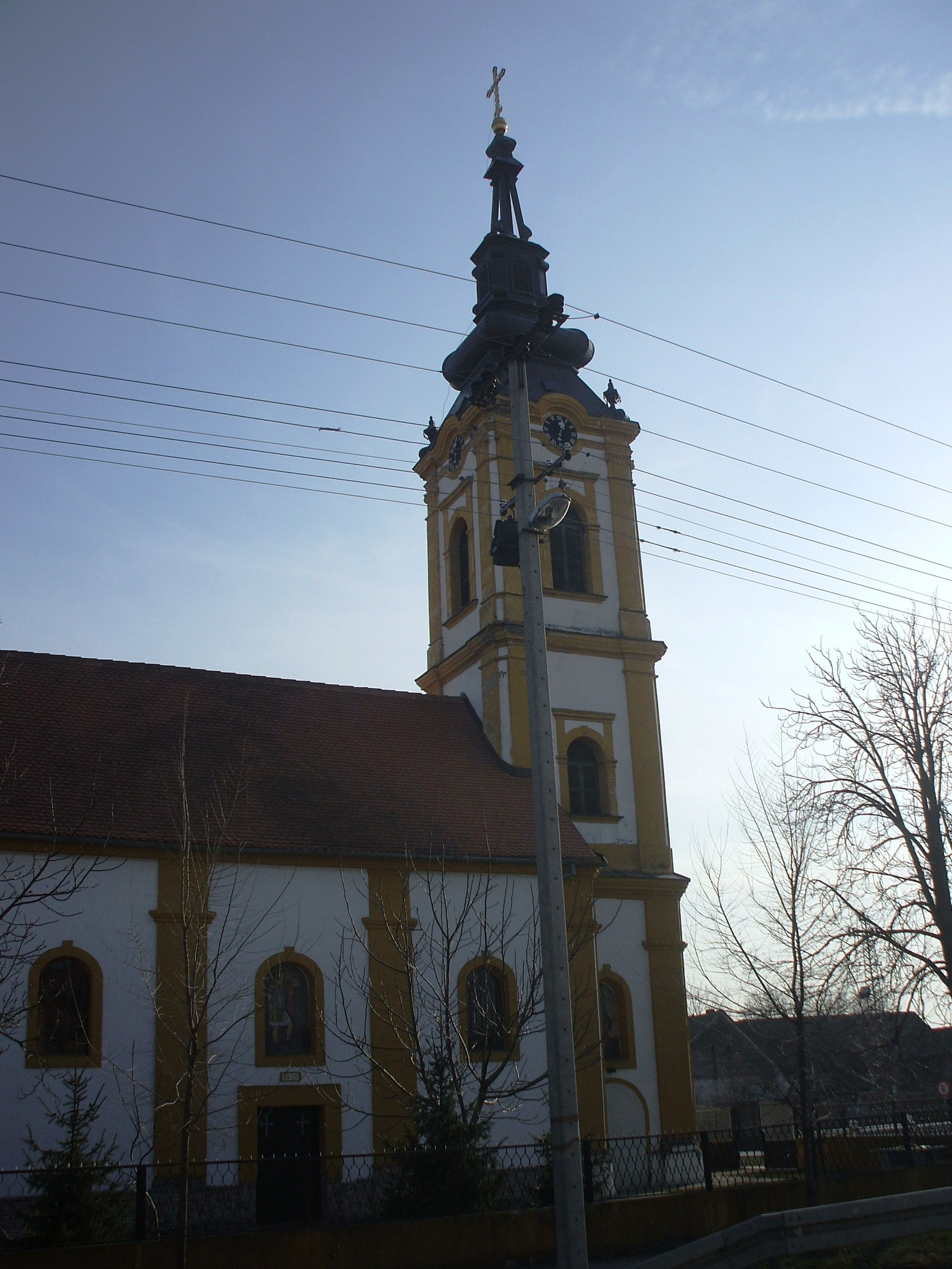
L'église Saint-Nicolas de Bačinci

La ville de Šid intra muros conserve plusieurs édifices classés, dont l'église Saint-Nicolas, qui remonte à la seconde moitié du XVIIIe siècle ; on y trouve aussi le château russe, construit vers 1780, la maison de Sava Šumanović qui date de 1867, la galerie de peintures Sava Šumanović, construite à la fin du XIXe siècle, ainsi qu'un vajat remontant à la seconde moitié du XIXe siècle.
Les villages alentour abritent également des monuments classés. L'église Saint-Gabriel de Molovin remonte au XVIIIe siècle et est inscrite sur la liste des monuments d'importance exceptionnelle. L'église catholique Sainte-Catherine de Sot date de 1747 et l'église catholique de la Sainte-Trinité à Kukujevci de 1770. L'église Saint-Nicolas de Bačinci a été construite en 1805. Le village d'Erdevik possède deux églises « de grande importance » : l'église Saint-Nicolas, qui date de 1804 et l'église catholique Saint-Michel, construite en 1890. Le village de Berkasovo abrite une forteresse du XVe siècle ; l'église Saint-Pierre-et-Saint-Paul a été construite entre 1766 et 1778 ; le village abrite également un grenier (en serbe : ambar) ancien lui aussi classé. L'église catholique Saint-Jean-Népomucène de Gibarac date des années 1810-1820 ; le village possède également un grenier situé 7 rue Maršala Tita et un autre grenier situé au no 42 de la même rue, tous les deux classés. À Morović se trouvent les vestiges d'une forteresse du XIVe siècle ainsi que deux églises classées : l'église catholique Sainte-Marie et l'église orthodoxe de la Mère-de-Dieu, bâtie en 1801. À Ljuba se trouve une maison rurale qui remonte au milieu du XIXe siècle ; l'église Saint-Dimitri a été édifiée en 1910.
Deux monuments commémoratifs sont situés sur le territoire de la municipalité : le tombeau de Filip Višnjić à Višnjićevo, qui date de 1878 et qui figure sur la liste des sites mémoriels de grande importance de la République de Serbie, et le mémorial du Front de Syrmie, créé en 1988, considéré comme un site mémoriel d'importance exceptionnelle.